# Мосли, Эдди
Эдди Ли Мосли (англ. Eddie Lee Mosley; 31 марта 1947, Форт-Лодердейл, Флорида, США — 28 мая 2020, Майами, Флорида, США) — американский серийный убийца, который в период с 1973 года по 1987 год совершил серию из как минимум 8 убийств женщин, сопряженных с изнасилованиями на территории города Форт-Лодердейл (штат Флорида). Основную часть преступных деяний Мосли удалось доказать только лишь в 2001 году на основании результатов ДНК-экспертизы, до этого момента в течение нескольких десятилетий он считался основным подозреваемым в совершении серийных убийств. Особое обстоятельство делу Мосли придаёт тот факт, что в разные годы за совершение нескольких убийств, которые в действительности совершил Эдди Мосли, были осуждены два других человека, один из которых провёл в заключении 15 лет и умер в тюрьме всего за несколько месяцев до проведения ДНК-экспертизы, а другой в результате судебной ошибки провёл 22 года в заключении. Настоящее количество жертв Мосли неизвестно, следствием Эдди Мосли подозревался в совершении как минимум 16 убийств и совершении нескольких десятков изнасилований девушек и женщин.

## Биография
Эдди Мосли родился 31 марта 1947 года в городе Форт-Лодердейл, штат Флорида. Был третьим ребёнком в семье из 10 детей. Во время его рождения возникли непредвиденные осложнения, благодаря чему после рождения у него были диагностировано острое респираторное заболевание, которое впоследствии привело к тяжёлым патологиям. Уже в раннем детстве у Мосли были выявлены признаки умственной отсталости и психического расстройства, он не обладал общей способностью к обучению и страдал антероградной амнезией, благодаря чему в начальных классах школы неоднократно оставался на второй год обучения. В 1960 году, в возрасте 13 лет, Эдди, будучи учеником 3-го класса, из-за неуспеваемости был вынужден бросить школу окончательно. В подростковые годы Мосли начал вести маргинальный образ жизни и проявлять признаки антисоциальности. Из-за отсутствия образования в последующие годы он вынужден был заниматься низкоквалифицированным трудом, однако вскоре вследствие материальных трудностей начал вести криминальный образ жизни. Начиная с 1965 года Мосли подвергали аресту 9 раз по таким обвинениям как непристойное поведение, разбой, нападение, попытка изнасилования, убийство, вследствие чего в общей сложности он провёл 5 с половиной лет в тюрьме и почти 6 лет в психиатрических клиниках.

## Криминальная карьера
В период с ноября 1971 года по июль 1973 года в северо-западной части Форт-Лодердейл — произошло почти 150 изнасилований девушек и женщин. Во всех случаях жертвы насилия описывали преступника как молодого чернокожего человека, имевшего высокий рост, атлетическое телосложение и шрам на левой щеке, который под угрозой физической расправы заманивал их на пустыри и другие безлюдные места, где подвергал их частичному удушению и сексуальному насилию. 23 июля 1973 года три жертвы изнасилования в качестве насильника идентифицировали Эдди Мосли, который благодаря своему телосложению и высокому росту хорошо соответствовал фотороботу преступника. После ареста фотографии Мосли были продемонстрированы другим жертвам. В качестве человека, совершившего на них нападение, более 40 жертв преступления уверенно указали на фотографии Эдди, на основании чего ему были предъявлены обвинения. В то же время Мосли стал основным подозреваемым в совершении убийств двух чернокожих девушек, которые были изнасилованы и убиты в начале 1973 года в Форт-Лодердейл. Так как прямых улик против Мосли не существовало, ему было предъявлено обвинение только в совершении трёх нападений с последующим сексуальным насилием, однако на основании результатов судебно-психологической экспертизы он был признан невменяемым, после чего ему было назначено принудительное лечение в психиатрической клинике «Florida State Hospital», где он провёл 5 лет. В это время случаев изнасилований и убийств девушек в Форт-Лодердейл зафиксировано не было.
1 февраля 1979 года Мосли был переведён в психиатрическую клинику «South Florida State Hospital», расположенную в городе Пемброк-Пайнс. Пройдя пятимесячный курс лечения, летом того же года он был признан излечившимся и не представляющим социальной опасности для общества, на основании чего был освобождён, при условии продолжения лечения на амбулаторной основе и посещения врача-психиатра в клинике «Henderson Mental Health Clinic», расположенной на юго-западе Форт-Лодердейл. После освобождения Эдди Мосли вернулся к родителям, где в течение семи последующих месяцев было совершено семь убийств молодых девушек, сопряжённых с изнасилованиями. Все убийства были совершены на расстоянии нескольких десятков и сотен метров от дома Мосли, благодаря чему он снова попал в число основных подозреваемых. В начале 1980 года Эдди Мосли в связи с повышенным вниманием правоохранительных органов к его персоне покинул Форт-Лодердейл и переехал в город Лейкленд, где проживал его дед. В скором времени Эдди Мосли стал подозреваемым в причастности к исчезновению двух девушек, Айды Иглс и Леты Мэй Уильямс, которые пропали без вести вскоре после его приезда в Лендейл. Мосли подвергся задержанию и последующему допросу, но из-за отсутствия тел жертв его были вынуждены отпустить на свободу, после чего он снова вернулся к родителям в Форт-Лодердейл. 12 апреля 1980 года он был арестован во время нападения на молодую девушку и попытку её изнасилования. Он был признан виновным и впоследствии получил в качестве наказания 15 лет лишения свободы. В этот же период на территории Лендейла были обнаружены скелетированные останки Иды Иглс и Леты Мэй Уильямс. После осуждения Мосли содержался в окружной тюрьме Брауард «Broward County Jail», где начал демонстрировать девиантное и агрессивное поведение. Он неоднократно был замечен в физических нападках и сексуальных домогательствах по отношению к другим заключённым. В другом случае он вступил в противоборство с персоналом охраны тюрьмы и угрожал устроить поджог. В этот период его семья наняла адвоката, который подал апелляцию с целью отмены приговора и назначения нового судебного разбирательства на основании некомпетентности предыдущего адвоката Мосли, который во время судебного процесса не подал ходатайства на проведение судебно-психологической экспертизы. Апелляционный суд нашёл в деле уголовно-процессуальные ошибки и признал их значительными, повлиявшими на вынесение окончательного вердикта о виновности осуждённого. Обвинительный приговор Мосли был отменён. В ходе нового судебного разбирательства суд учёл ряд смягчающих факторов и приговорил Эдди Мосли к незначительному сроку лишения свободы. Так как он к тому времени провёл в заключении более 3 лет, 15 декабря 1983 года решением суда он получил условно-досрочное освобождение и вышел на свободу.
В январе 1984 года Мосли снова попал под подозрение полиции, после того как были обнаружены трупы 35-летней Джеальдин Баффет и 54-летней Эммы Кук в северо-западной части Форт-Лодердейл, которые были изнасилованы и убиты с помощью удушения. 24 мая того же года он подвергся аресту за изнасилование и попытку удушения женщины. Во время расследования в отношении Мосли снова была проведена судебно-психологическая экспертиза, по результатам которой он был признан человеком, представляющим социальную опасность для общества. Во время судебного процесса Эдди Мосли не признал себя виновным, заявив суду, что половой акт был совершен на добровольной основе. Его адвокатам удалось доказать, что жертва изнасилования в разные годы была осуждена за хранение наркотических веществ и по обвинению в вымогательстве. В конечном итоге суд счёл, что жертва преступления была склонна к совершению правонарушений, на основании чего в октябре того же года Эдди Мосли был оправдан и в очередной раз оказался на свободе. После совершения ещё двух убийств в окрестностях города Форт-Лодердейл офис шерифа округа Брауард обратился в ФБР, которое на основании данных составило психологический профиль преступника, которому очень соответствовал Эдди Мосли. Весной 1987 года Мосли снова попадает под пристальное внимание правоохранительных органов после того, как 24 февраля того же года была найдена изнасилованной и задушенной 24-летняя Сэнтрейл Лав.
17 мая 1987 года Эдди Мосли был арестован по обвинению в совершении кражи. К тому времени судебно-биологическое исследование следов семенной жидкости, которая была обнаружена на некоторых убитых женщинах, показало соответствие с группой крови Мосли. В ходе многочасового допроса ему были продемонстрированы доказательства его причастности к совершению преступлений, совершенных в течение нескольких лет в окрестностях города и вблизи его дома. Столкнувшись с подробным описанием мест обнаружения тел, именами и описаниями внешности жертв, Эдди Мосли в попытках доказать своё алиби начал путаться в своих показаниях — показав большое несоответствие в датах, географических данных и времён года, после чего дал признательные показания в совершении убийств Терезы Джайлс и Эммы Кук, вследствие чего ему были предъявлены обвинения. Судебный процесс открылся 22 июля 1987 года. Помимо признательных показаний Мосли и вещественных доказательств, на суде выступили в качестве свидетелей обвинения ряд работников заведений, расположенных в квартале красных фонарей города Форт-Лодердейл, которые заявили, что Мосли неоднократно в присутствии большого числа свидетелей проявлял агрессивное поведение по отношению к женщинам. На основании различных тестов у подсудимого были выявлены признаки умственной отсталости с порогом коэффициента интеллекта в 51 балл, что соответствовало степени дебильности, а психологическая экспертиза вновь постановила, что Эдди Мосли не может предстать перед судом по состоянию здоровья, на основании чего 23 октября 1987 года ему было назначено принудительное лечение в психиатрической клинике «Florida State Hospital», расположенной в городе Чаттахучи.

## Разоблачение
Все последующие годы жизни Эдди Ли Мосли провёл в разных психиатрических клиниках штата Флорида. В 2000 году у него был взят образец слюны и крови для проведения ДНК-экспертизы, на основании результатов которой была доказана его причастность к совершению убийства 29-летней Лоретты Янг Браун, убитой в 1984 году; 34-летней Ветты Тернер, которая была убита 9 июля 1973 года; 13-летней Сони Мэрион, которая была убита в июле 1979 года; 21-летней Терри Джин Каммингс, которая была найдена убитой в августе 1979 года; была подтверждена причастность Мосли к убийству Эммы Кук и Терезы Джайлс, в совершении убийств которых он признался в мае 1987 года. Также на основании результатов ДНК-экспертизы была доказана вина Эдди Мосли в совершении убийства 8-летней Шандры Уайтхед, которая была изнасилована и убита в апреле 1985 года в своём собственном доме. За убийство Уайтхед был осуждён другой житель Форт-Лодердейл — 38-летний Фрэнк Ли Смит, у которого также в раннем возрасте были диагностированы признаки умственной отсталости. В 1960 году, в возрасте 13 лет Смит совершил убийство 14-летнего Джона Уэсли Спэна. Освободившись в середине 1960-х, Смит в 1966 году был обвинён в убийстве 37-летнего Герберта ДеВитта, который получил 13 огнестрельных ранений во время ограбления. Смит признал себя виновным и получил в качестве наказания пожизненное лишение свободы, но был условно-досрочно освобождён в 1981 году. В апреле 1985 года он был арестован по обвинению в убийстве Шандры Уайтхед, после того как мать девочки идентифицировала его в качестве убийцы только лишь на основании предъявленных ей фотографий Смита. Несмотря на отсутствие прямых доказательств его вины, Смит в 1986 году был приговорён к смертной казни. Он не признал свою вину и все последующие годы настаивал на своей невиновности. Фрэнк Смит умер 30 января 2000 года от осложнений рака, находясь в камере смертников одного из тюремного учреждения всего за несколько месяцев до того, как ДНК-экспертиза доказала его невиновность.
В убийстве 15-летней Наоми Гэмбл также был обвинён Эдди Мосли на основании ДНК-анализа, благодаря чему была доказана невиновность 49-летнего Джерри Фрэнка Таунсенда, который в 1979 году был арестован в Майами по обвинению в изнасиловании девушки. После ареста Таунсенд признался в убийстве Наоми Гэмбл, Барбары Браун, которая была убита также в 1973 году на территории округа Брауард и в совершении убийств ещё 4 девушек и женщин, в том числе в убийстве 13-летней Сони Мэрион. Обвинения с Джерри Таунсенда были сняты, после чего он вышел на свободу 15 июня 2001 года, проведя в результате судебной ошибки 22 года в заключении. Как и Эдди Мосли, у Джерри Таунсенда ещё в раннем возрасте были диагностированы признаки умственной отсталости в степени дебильности
В ходе ДНК-экспертизы следствие пыталось доказать причастность Эдди Мосли к совершению убийств 24-летней Сантрэйл Лав; 19-летней Арнетт Тьюкс, которая была убита 22 февраля 1980 года; 21-летней Сьюзан Бойтон, которая была убита в декабре 1979 года и 16-летней Глории Ирвинг, которая была найдена убитой в 1980 году. Но тест ДНК показал несоответствие генотипического профиля Мосли с профилем убийцы. Несмотря на это, Эдди Мосли не был исключён из числа подозреваемых в совершении убийств этих девушек.
После установлении его виновности полиция Форт-Лодердейл выдала ордер на арест Мосли. Однако по результатам двух независимых судебно-психологических экспертиз, проведённых в конце 2001 года, Эдди Мосли снова был признан невменяемым и не подлежащим уголовной ответственности, на основании чего ему не было предъявлено никаких обвинений, несмотря на то, что за годы лечения он заслужил репутацию образцового пациента, не подвергался дисциплинарным взысканиям и характеризовался руководством и персоналом лечебных учреждений крайне положительно, вследствие чего в конце 1990-х годов он был переведён на лёгкие условия содержания и ему было разрешено покидать территорию учреждения под наблюдением персонала клиники для совершения покупок в близлежащем торговом центре Walmart

## Смерть
В 2010-х годах Эдди Мосли в связи с ухудшением здоровья был переведён для продолжения лечения в психиатрическую клинику «Sunland Center», расположенную в городе Марианна. Весной 2020 года у него были диагностированы признаки пневмонии, в связи с чем он был перевезён в Майами, где продолжил лечение в больнице «Jackson Memorial Hospital», где умер 28 мая 2020 года в возрасте 73 лет. Незадолго до смерти он сдал тест для выявления коронавирусной инфекции, который дал положительный результат, в связи с чем после его смерти было объявлено, что Эдди Мосли умер от осложнений, вызванных коронавирусной инфекцией.